# Silvestrski poljub
»Silvestrski poljub« je zimzelena novoletna skladba, ki sta jo napisala Jože Privšek in Dušan Velkaverh. Izvaja jo Alfi Nipič, na silvestrovo leta 1971 pa je bila premierno predstavljena.
Skladba je postala nepogrešljiva spremljava ob prehodu iz silvestrovega v novo leto ob televiziji v vsaki slovenski dnevni sobi, kot tudi na vseh množičnih praznovanjih na prostem.

## Kako je nastala
Privšek je napisal glasbo in aranžma, Velkaverh pa besedilo. V slabi uri v pičlih treh poskusih je bila v celoti posneta 8. decembra 1971, ob 10.30 uri zjutraj, na snemanju silvestrske oddaje v Studiu 14 na Radio Ljubljana.
Za glasbeno spremljavo so takrat uporabili Plesni orkester RTV Ljubljana, danes bolj znan kot Big Band RTV Slovenija. Sprva je Privšek predvidel ženski vokal, in sicer Eldo Viler, a se je kasneje odločil za Alfija.
Pesem je nastala tako, da jo je prvič na playback izvedel Plesni orkester, nato pa se je Alfi ob spremljavi naučil besedila. Le eno uro po prvem poskusu igranja Plesnega orkestra, ob pol enajstih, je po drugem prepevanju Alfi s Privškom dokončno posnel pesem. Pesem je bila namenoma posneta na snemanju za to silvestrsko oddajo, saj so s tem, da bi se ta pesem zavrtela točno ob polnoči, hoteli na nacionalni televiziji nekoliko popestriti in obarvati silvestrski večer. In tako so točno to pesem res premierno predvajali, na že vnaprej posneti novoletni oddaji nacionalne televizije, na silvestrski večer 31. decembra 1971, točno ob polnoči.

»Besedilo naj bi nastalo kot lirična izpoved Velkaverha, napisana v času,
ko je bil zaljubljen v neko dekle. Po Alfijevi pripovedi naj bi se je Velkaverh
smel dotakniti zgolj na silvestrovo, ko ji je voščil. To dekle naj bi bilo navdih za
 ta tekst, a njenega imena menda ni nikoli nikomur razkril.«

### Sodelujoči
- Jože Privšek – glasba, aranžma, dirigent
- Dušan Velkaverh – besedilo
- Alfi Nipič – vokal
- Plesni orkester RTV Ljubljana – spremljava

## Mala plošča

### Formati in lista
Že leta 1972 je skladba prvič izšla kot B-stran single vinilne plošče, izdana v okviru narečne popevke "Vesela jesen '72" pri založbi Helidon.
narečna popevka Vesela jesen '72 (7" vinilka, 1972)
1. "Bolfenk"  (A-stran) – 2:50
2. "Silvestrski poljub"  (B-stran) – 3:20

Šele leta 1975 ali 1976 je izšla kot Alfijeva samostojna single vinilna plošča, izdana prav tako pri založbi Helidon.
Samostojna vinilna single plošča (7" vinilka, 1975 ali 1976)
1. "Silverstrski poljub" (Helidon) – 3:20
2. "Žametne noči" (B-stran) – 4:26

## Lestvice

### Tedenske lestvice
| SloTop50            | Najvišje |
| ------------------- | -------- |
| 2012/13 (Slovenija) | 2        |
| 2013/14 (Slovenija) | 19       |
| 2014/15 (Slovenija) | 28       |
| 2015/16 (Slovenija) | 22       |
| 2016/17 (Slovenija) | 12       |
| 2017/18 (Slovenija) | 29       |
| 2018/19 (Slovenija) | 40       |
| 2019/20 (Slovenija) | 26       |
| 2020/21 (Slovenija) | 8        |